# Complejo Olímpico Helliniko
El Complejo Olímpico Helliniko se sitúa en la costa este de Grecia, al sur de Atenas, a 30 kilómetros de la Villa Olímpica. Fue construido específicamente para los Juegos Olímpicos de 2004 y se compone de 5 sedes separadas.
- Centro Olímpico de Piragüismo-Slalom - Fue construido en la zona del antiguo Aeropuerto Helliniko.
- Centro Olímpico de Hockey - El nuevo centro de hockey consta de dos pistas, una grande y la otra más pequeña, con un aforo de 7.300 y 2.100 espectadores respectivamente. También hay una pista de calentamiento para el uso de los atletas.
- Centro Olímpico de Béisbol - Dos pistas de béisbol con capacidad para 8.700 y 4.000 espectadores.
- Centro Olímpico de Softball - Un estadio de softball con capacidad para 4.800 espectadores.
- Pista cubierta y Pabellón de Esgrima - Una pista cubierta con un pabellón de esgrima anexo albergaron las competiciones de esgrima, las finales de balonmano y las rondas preliminares de baloncesto. Se construyó haciéndole algunos cambios estructurales al hangar existente que una vez fue usado por la Olympic Airways.

- Datos: Q1332245
- Multimedia: Hellinikon Olympic Complex / Q1332245